# Єллоунайф

Єллоунайф (англ. Yellowknife, догр. Sǫǫ̀mbak'è) — адміністративно-господарський центр, столиця і головне місто Північно-західних територій Канади.
Населення — 18,700.
Місто розташоване на північному березі Великого Невільничого озера, приблизно за 400 км на південь від Полярного кола, на західному боці однойменної затоки, біля однойменної річки.

## Назва
Назва міста в перекладі з англійської означає «жовтий ніж» і походить від назви племені єллоунайф, яке так прозвали за вміння виготовляти предмети з міді. Мовою індіанців догриб (Dogrib), місто також називають Сомбак'е (Sǫǫ̀mbak'è), що перекладається як «там, де є гроші».

## Мовна ситуація
З 11 офіційних мов Північно-західних Територій, у місті домінують 5: чипеваян, догриб, слейві, англійська і французька.

## Історія
Єллоунайф засновано у 1935, коли в регіоні було знайдено золото. Він швидко став економічним центром, а з 1967 — столицею Північно-західних Територій. У 1980-ті роки, коли запаси золота зменшилися, місто почало втрачати значення як гірничий центр. Але у 1991 недалеко від міста було знайдено діаманти і ситуація почала мінятися.

## Клімат
| Клімат Єллоунайфа (1971–2000) | Клімат Єллоунайфа (1971–2000) | Клімат Єллоунайфа (1971–2000) | Клімат Єллоунайфа (1971–2000) | Клімат Єллоунайфа (1971–2000) | Клімат Єллоунайфа (1971–2000) | Клімат Єллоунайфа (1971–2000) | Клімат Єллоунайфа (1971–2000) | Клімат Єллоунайфа (1971–2000) | Клімат Єллоунайфа (1971–2000) | Клімат Єллоунайфа (1971–2000) | Клімат Єллоунайфа (1971–2000) | Клімат Єллоунайфа (1971–2000) | Клімат Єллоунайфа (1971–2000) |
| Показник                      | Січ.                          | Лют.                          | Бер.                          | Квіт.                         | Трав.                         | Черв.                         | Лип.                          | Серп.                         | Вер.                          | Жовт.                         | Лист.                         | Груд.                         | Рік                           |
| Абсолютний максимум, °C       | 3,4                           | 6,2                           | 9,3                           | 20,3                          | 26,1                          | 30,3                          | 32,5                          | 30,9                          | 26,1                          | 31,0                          | 7,8                           | 2,8                           | 32,5                          |
| Середній максимум, °C         | −22,7                         | −18,6                         | −11,2                         | 0,4                           | 10,6                          | 18,2                          | 21,1                          | 18,2                          | 10,3                          | 1,0                           | −9,9                          | −19,7                         | −0,2                          |
| Середня температура, °C       | −26,8                         | −23,4                         | −17,3                         | −5,3                          | 5,6                           | 13,5                          | 16,8                          | 14,2                          | 7,1                           | −1,7                          | −13,8                         | −23,7                         | −4,6                          |
| Середній мінімум, °C          | −30,9                         | −28,1                         | −23,3                         | −11                           | 0,5                           | 8,7                           | 12,4                          | 10,3                          | 3,8                           | −4,4                          | −17,7                         | −27,7                         | −9                            |
| Абсолютний мінімум, °C        | −51,2                         | −51,2                         | −43,3                         | −40,6                         | −22,8                         | −4,4                          | 0,6                           | −0,6                          | −9,7                          | −28,9                         | −44,4                         | −48,3                         | −51,2                         |
| Норма опадів, мм              | 14.1                          | 12.9                          | 13.4                          | 10.8                          | 19.1                          | 26.9                          | 35.0                          | 40.9                          | 32.9                          | 35.0                          | 23.5                          | 16.3                          | 280.7                         |
| ----------------------------- | ----------------------------- | ----------------------------- | ----------------------------- | ----------------------------- | ----------------------------- | ----------------------------- | ----------------------------- | ----------------------------- | ----------------------------- | ----------------------------- | ----------------------------- | ----------------------------- | ----------------------------- |
| Джерело: Environment Canada   |                               |                               |                               |                               |                               |                               |                               |                               |                               |                               |                               |                               |                               |

## Персоналії
- Маргарет Кіддер (1948—2018) — канадсько-американська акторка.